# Prionomerus
Prionomerus är ett släkte av skalbaggar. Prionomerus ingår i familjen vivlar.

## Dottertaxa tillPrionomerus, i alfabetisk ordning[1]
- Prionomerus abdominalis
- Prionomerus aesopus
- Prionomerus bifasciculatus
- Prionomerus bigibbosus
- Prionomerus bigibbus
- Prionomerus bolivianus
- Prionomerus bondari
- Prionomerus brevirostris
- Prionomerus calceatus
- Prionomerus carbonarius
- Prionomerus carinatus
- Prionomerus cayennensis
- Prionomerus chiragra
- Prionomerus claveri
- Prionomerus constricticollis
- Prionomerus discretus
- Prionomerus dissimilis
- Prionomerus fasciculifer
- Prionomerus femoralis
- Prionomerus ferrugineus
- Prionomerus flavicornis
- Prionomerus flavoscutellatus
- Prionomerus gibbicollis
- Prionomerus guidimiri
- Prionomerus hansi
- Prionomerus leprieuri
- Prionomerus mucidus
- Prionomerus nigrispinis
- Prionomerus nubiculosus
- Prionomerus ruficeps
- Prionomerus rufirostris
- Prionomerus rufus
- Prionomerus rugicollis
- Prionomerus scutellatus
- Prionomerus semipilosus
- Prionomerus sexgibbosus
- Prionomerus sexpinosus
- Prionomerus simplex
- Prionomerus triangulifer
- Prionomerus trigonus
- Prionomerus tristiculus
- Prionomerus vicinus
- Prionomerus villosulus
- Prionomerus vulgaris